# Lubow Szulika
Lubow Szulika (ukr. Любов Шуліка, ur. 16 lipca 1988 w Ługańsku) – ukraińska kolarka torowa, srebrna medalistka mistrzostw świata i trzykrotna medalistka mistrzostw Europy. Uczestniczka Letnich Igrzysk Olimpijskich 2012.

## Kariera
Pierwszy sukces w karierze Lubow Szulika osiągnęła w 2005 roku, kiedy na mistrzostwach Europy juniorów zdobyła złote medale w sprincie i wyścigu na 500 m, a w keirinie była druga. W tym samym roku została wicemistrzynią świata juniorek w wyścigu na 500 m. W tej samej kategorii wiekowej rok później zwyciężyła w sprincie, wyścigu na 500 m i keirinie na mistrzostwach Europy, a na mistrzostwach świata była najlepsza w sprincie i druga w wyścigu na 500 m. W 2008 roku brała udział w mistrzostwach świata w Manchesterze, gdzie zdobyła srebrny medal w drużynowym wyścigu na dochodzenie. Dwa lata później, podczas mistrzostw Europy w Pruszkowie, zdobyła brązowy medal w keirinie. Ponadto na mistrzostwach Europy w Apeldoorn w 2011 roku wygrała sprint indywidualny, a w sprincie drużynowym wywalczyła srebrny medal.